# Пятигорское (Акмолинская область)
Пятигорское (каз. Пятигорское) — село в Жаркаинском районе Акмолинской области Казахстана, образует административно-территориальную единицу «Село Пятигорское» со статусом сельского округа.  
- Код КАТО — 115465100[2].
- Код КАТО административной единицы — 115465000[3].

## География
Село расположено на берегу реки Ишим, в 38 км на север от центра района города Державинск. 
Административно село граничит:
- на северо-востоке со селом Тасоткель,
- на востоке с Отрадным сельским округом,
- на юге со селом Пригородное,
- на западе с Костычевским сельским округом,
- на севере с Есильским районом.

### Улицы[4][5]
- ул. Абая,
- ул. Алии Молдагуливой,
- ул. Джамбула Джабаева,
- ул. Женис,
- ул. Ибрая Алтынсарина,
- ул. Касыма Давлеталина,
- ул. Сакена Сейфулина,
- ул. Талгата Мусабаева.

### Ближайшие населённые пункты
- село Отрадное в 11 км на юге,
- село Кенское в 15 км на юге,
- сёла Двуречное Есильского района и Ушкарасу в 18 км на севере.

## Население
В 1989 году население села составляло 863 человек (из них русских 45%, украинцев 28%).
В 1999 году население села составляло 797 человек (381 мужчина и 416 женщин). По данным переписи 2009 года, в селе проживал 551 человек (268 мужчин и 283 женщины).
| Численность населения | Численность населения | Численность населения |
| 1989                  | 1999                  | 2009                  |
| --------------------- | --------------------- | --------------------- |
| 863                   | ↘797                  | ↘551                  |